# Brunei nos Jogos Olímpicos de Verão de 2004
Brunei competiu nos Jogos Olímpicos de Verão de 2004, em Atenas, na Grécia.